# Эйтгест
Эйтге́ст (нидерл. Uitgeest) — община и город в нидерландской провинции Северная Голландия. Расположена к северо-западу от Амстердама. Площадь общины — 22,31 км², из них 19,18 км² составляет суша. Население по данным на 1 января 2007 года — 12 661 человек. Средняя плотность населения — 567,5 чел/км².
На территории общины находятся следующие населённые пункты: Ассюм, Бюс-эн-Дам, Грот-Доррегест и Эйтгест. Имеется железнодорожная станция, дорога на поезде от Амстердама занимает около 20 минут.

## Галерея
- Ветряная мельница
- Супермаркет в Эйтгесте
- Ветряная мельница Де-Дог